# Nathan McLeod
Nathan McLeod (ur. 22 listopada 1993 w Calgary, Alberta) – kanadyjski aktor.
Znany z roli Gabe'a Fostera z serialu młodzieżowego Tess kontra chłopaki. Wystąpił również w innych filmach i serialach jak: Really Me, Breakout Kings i wielu innych.

## Filmografia
- 2011-obecnie: Tess kontra chłopaki jako Gabe Foster
- 2011: Breakout Kings jako brat Haley
- 2011: Really Me jako Trent
- 2010: Ryzyko jako Jessie Huber w wieku 16 lat (niewymieniony w czołówce)
- 2009: Najnowsze wydanie jako przystojny chłopak / przystojny facet
- 2008: Czarodziejka jako Michael
- 2007: Super Why! jako Wilk